# William Mikelbrencis
William Mikelbrencis (Forbach, 18 de febrero de 2004) es un futbolista francés. Juega de Defensa y su equipo es el Hamburgo S. V. de la 1. Bundesliga de Alemania.

## Trayectoria
William comenzó su carrera en las inferiores del F. C. Metz de Francia, haciendo su debut oficial con el primer equipo el 9 de enero de 2022 en un partido de Ligue 1 ante el Racing Club de Estrasburgo Alsacia. 
El 31 de agosto de 2022 se confirmó su traspaso al Hamburgo S. V. firmando un contrato hasta el año 2026.

## Clubes
| Club           | País     | Año       |
| -------------- | -------- | --------- |
| F. C. Metz     | Francia  | 2021-2022 |
| Hamburgo S. V. | Alemania | 2022-     |